# Lac du Trèfle
Lac du Trèfle är en sjö i Kanada.   Den ligger i regionen Saguenay–Lac-Saint-Jean och provinsen Québec, i den östra delen av landet, 500 km nordost om huvudstaden Ottawa. Lac du Trèfle ligger 202 meter över havet. Arean är 0,61 kvadratkilometer. Den sträcker sig 2,1 kilometer i nord-sydlig riktning, och 0,8 kilometer i öst-västlig riktning.
I omgivningarna runt Lac du Trèfle växer i huvudsak blandskog. Trakten runt Lac du Trèfle är nära nog obefolkad, med mindre än två invånare per kvadratkilometer.